# 라이언하트 (1990년 영화)
《라이언하트》(영어: Lionheart)는 1990년에 개봉한 미국의 영화이다.

## 줄거리
리옹 골티에는 동아프리카 지부티에 주둔한 프랑스 외인 부대 소속이다. 로스앤젤레스에 사는 그의 형이 마약 거래가 잘못되어 불에 타 죽은 후, 리옹은 형수 엘렌으로부터 고통 속에서 자신의 이름을 부르며 죽어가는 형을 보러 와달라는 편지를 받는다. 리옹은 대담한 탈출을 감행하여 외인 부대를 탈출하고 사막을 가로질러 해안가의 부두에 도착하여 미국으로 향하는 트램프 증기선에 승선하는 일자리를 얻는다. 리옹의 외인 부대 지휘관은 그의 목적지를 예측하고 두 명의 부하를 로스앤젤레스에 보내 리옹을 데려와 군사법원에 회부하려 한다.
돈 없이 나라를 가로질러 로스앤젤레스로 가기 위해 뉴욕에 도착한 리옹은 조슈아 엘드리지라는 부랑자가 운영하는 불법 길거리 싸움에 이끌린다. 그는 다음 싸움에 자원하여 상대를 쉽게 물리친다. 감명을 받은 조슈아는 리옹을 부유한 엘리트를 위한 지하 싸움의 비양심적인 주최자인 신시아 칼데라에게 데려간다. 신시아는 리옹을 후원하기로 동의하고 그를 "라이언하트"라고 부르며 상대를 심하게 조롱하는 것으로 알려진 파이터 소니와 무규칙 싸움을 주선한다. 리옹은 소니를 쉽게 물리친 후 조슈아와 함께 엘렌에게 전화할 공중전화를 찾으러 가고, 지역 펑크족 갱단의 공격을 막아낸다. 조슈아는 신시아에게 부탁하여 그들 둘 모두 로스앤젤레스까지 건너간다.
리옹이 병원에 도착했을 때, 그의 형은 이미 죽었다. 살인범들은 체포되었지만, 엘렌은 돈 한 푼 없이 수많은 미지급 의료비와 돌봐야 할 어린 딸 니콜만 남았다. 리옹과 조슈아는 엘렌의 주소를 찾아내지만, 리옹이 엘렌에게 말을 걸려 하자 그녀는 간절히 필요한 재정 지원 제안을 화를 내며 거절하고, 리옹이 형을 버린 것에 대해 꾸짖으며 남편이 마약 사업에 연루된 것을 부당하게 그에게 비난한다.
리옹은 엘렌과 니콜 몰래 그들을 돕기로 결심한다. 신시아를 통해 그는 지역 길거리 싸움 서킷에 참여하고, 조슈아가 남편이 죽기 전에 생명 보험에 가입했다고 주장하며 수익을 수표 형태로 엘렌에게 전달한다. 리옹은 지저분하게 싸우는 스코틀랜드인, 스쿼시 코트의 레슬러, 얕은 수영장 속의 무술가를 포함한 여러 유명 파이터들을 물리친다. 리옹이 상금을 챙기지 않고 자신의 접근을 거부하자, 신시아는 리옹에게 의심을 품고 엘렌에게 질투를 느끼며 그녀의 조수 러셀을 리옹의 뒤를 쫓게 한다. 마찬가지로 리옹을 쫓아온 두 외인 부대원들은 엘렌의 아파트 주변을 감시하다가 결국 리옹을 붙잡으려 한다. 그는 러셀에게 구출되지만 갈비뼈가 부러진다. 이 공격을 목격한 엘렌은 존재하지 않는 보험 정책에 대한 진실을 알게 되고, 마침내 리옹을 니콜의 삼촌으로 인정한다.
신시아는 리옹이 아틸라와 싸우도록 주선하는데, 아틸라는 상대방에게 싸울 기회가 있는 것처럼 착각하게 한 다음 무감각한 마무리 동작으로 영구적으로 무력화시키는 스타일을 가진 무패의 전투원이다. 신시아는 싸움 후에 리옹을 외인 부대원들에게 넘겨주기로 동의한다. 승률을 조작하기 위해 그녀는 잠재적인 베팅자들에게 아틸라를 형편없는 파이터처럼 보이게 하는 조작된 테이프를 보여주고, 자신은 전 재산을 아틸라에게 건다. 리옹이 다쳤다는 것을 깨달은 조슈아는 그를 싸움에서 말리려고 하지만 실패한다.
싸움이 진행되면서 아틸라는 리옹의 갈비뼈 부상을 알아차리고 이를 최대한 이용한다. 아틸라가 상대를 계속 쓰러뜨리며 이긴 것처럼 보일 때, 조슈아는 리옹에게 싸움을 포기하라고 애원하며 리옹에 대한 자신의 베팅에서 얻은 상금을 나눠주겠다고 제안한다. 이것은 리옹을 화나게 하고, 그는 남은 힘을 모아 일련의 발차기, 무릎 공격, 잔인한 펀치로 아틸라를 물리친다. 리옹은 아틸라를 정신없이 두들겨 패지만 살려두고, 신시아에게는 큰 빚을 남기고 자신의 상금으로 가족을 돌보게 된다. 외인 부대원들은 리옹을 붙잡지만, 리옹과의 작별에 조카가 우는 소리를 들으며 후회하며 몇 블록 떨어진 곳에서 그를 풀어주고 미국에서의 새로운 삶에 행운을 빈다. 영화는 리옹이 가족과 조슈아와 재회하는 것으로 끝난다.

## 한국판 성우진(KBS) (1997년 7월 6일)
- 홍시호 - 리옹(장 클로드 반담)
- 최병상 - 조슈아(해리슨 페이지)
- 이진화 - 신시아(데보라 레나드)
- 김순영 - 헬렌(리사 펠리칸)
- 김정주 - 니콜(애슐리 존슨)
- 이봉준 - 러셀(브라이언 톰슨) / 의사(에릭 카슨)
- 온영삼 - 상사(조지 맥다니엘)
- 김규식 - 정보국 요원(로저 에티엔느)
- 한상덕 - 군인(보요 고릭)
- 유영환 - 군인(스티브 로스)
- 성창수 - 불량배(윌리엄 T. 아모스)
- 구자형 - 배 선원(류 홉슨)
- 김소형 - 군인(미셀 퀴시)